# چلیپای گلگون

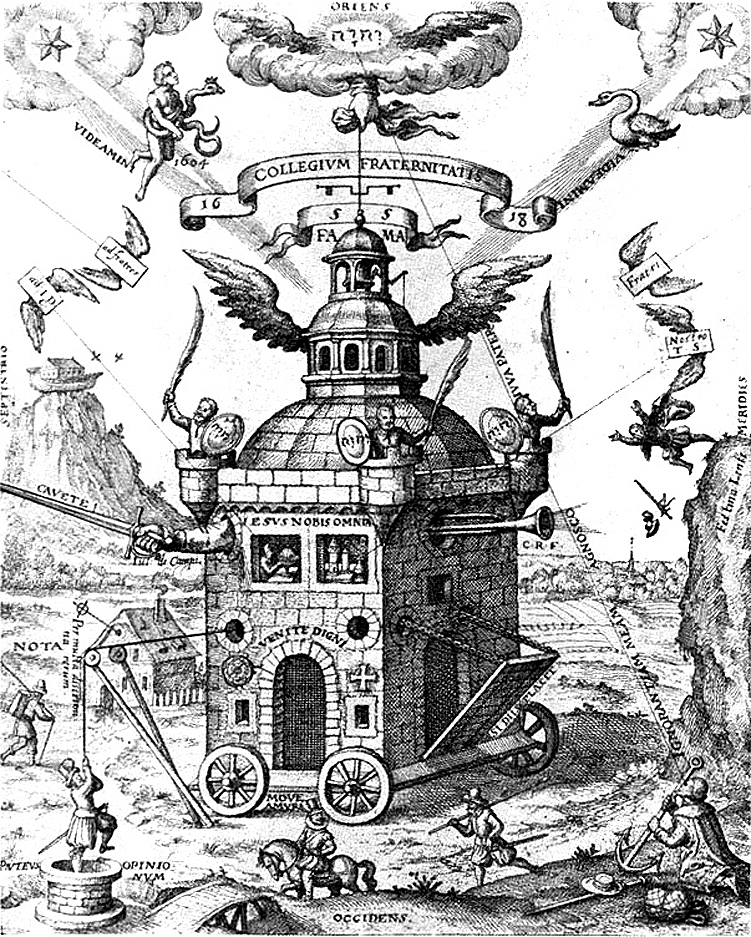
معبد چلیپای گلسرخ اثر دنیل مگلینگ ۱۶۱۸میلادی

چلیپای گلگون یا چلیپای گلسرخ (Rosicrucianism) نام انجمن سری فلسفی است که اوایل قرن ۱۷ با انتشار نوشته‌هایی ناشناس در مورد باطن‌گرایی غربی به وجود آمد و بسیاری از مردم را به این دانش علاقه‌مند ساخت. گفته می‌شود دکترین این انجمن بر پایهٔ حقایق سری و باستانی بنا شده که از اکثریت مردم پنهان بود و هدف آن ایجاد هارمونی با طبیعت و عالم روحانی بود.
مانیفست این انجمن شامل موارد گسترده‌ای می‌باشد ولی به‌طور کلی می‌توان آن را ترکیبی از کابالا، هرمسیه و عرفان مسیحی دانست.
چلیپای گلگون هدف خود را اصلاح جامعهٔ بشری و مخفی نگهداشتن برخی علوم از اکثریت مردم تا زمانی که بشریت ظرفیت آن را پیدا کند اعلام کرده است.
با وجود مخالفت‌های بسیاری که علیه چلیپای گلگون وجود داشت و بسیاری آن را کذاب و عوام فریب می‌خواندند، این انجمن در سال ۱۶۱۶ توسط یوهانس والنتینوس آندره، الهیدان آلمانی، تشکیل شد.
اغلب فیلسوفان علوم غیب قرن ۱۷ام همچون مایکل مایر، رابرت فلود و توماس وان نگرش چلیپای گلگون به جهان را تحسین کرده‌اند. در قرن‌های آتی رمان‌های بسیاری در مورد علوم غیب نوشته شده است که از چلیپای گلگون الهام گرفته‌اند.
به گفته دیوید استیونسون (مورخ)، مورخ انگلیسی، چلیپای گلگون با ورود خود به اسکاتلند تأثیر به سزایی بر عقاید فراماسونری گذاشت.